# Ronny Rosenthal
Ronny Rosenthal - em hebraico, רוני רוזנטל (Haifa, 4 de outubro de 1963) é um ex-futebolista israelense que atuava como atacante.

## Carreira
Promovido ao elenco principal do Maccabi Haifa aos 16 anos, Rosenthal disputou 138 jogos pelo clube, com 38 gols, além de ter sido bicampeão nacional.
Fora de Israel, jogou nos tradicionais Club Brugge e Standard de Liège, ambos da Bélgica, e em março de 1990 assinou por empréstimo com o Liverpool, por indicação do técnico-jogador Kenny Dalglish. Seu desempenho (foram 7 gols em 8 jogos) agradou a diretoria dos Reds, que o contrataram em definitivo por um milhão de libras - foi o primeiro jogador não-britânico a ser contratado por esse valor. Em 4 temporadas, foram 74 jogos e 21 gols, tornando-se um ídolo cult para os torcedores.
Rocket Ronny atuaria também por Tottenham Hotspur e Watford, encerrando a carreira em 1999, aos 35 anos.

## Carreira internacional
Rosenthal estreou pela Seleção Israelense em 1983, mas o primeiro jogo oficial foi em dezembro do ano seguinte, contra Luxemburgo.
Disputou as eliminatórias para as Copas de 1986, 1990, 1994 e 1998 além das eliminatórias para a Eurocopa de 1996. Esteve perto de jogar a Copa de 1990, mas Israel perdeu na repescagem intercontinental para a Colômbia (derrota por 1 a 0 na primeira partida e empate sem gols no segundo jogo).
O atacante encerrou a carreira internacional em 1997, em jogo válido pelas eliminatórias da Copa de 1998, contra a Rússia.